# Le Grand Méchant Loup (Doctor Who)
Pour les articles homonymes, voir Grand méchant loup.
Le Grand Méchant Loup est le 12e épisode de la Saison 1 de la deuxième série de la série télévisée britannique Doctor Who. Il a été diffusé pour la première fois le 11 juin 2005 sur BBC One.
Cet épisode ouvre une histoire en deux parties conclue dans « À la croisée des chemins. »

## Accroche
Le Docteur, Rose et Jack, séparés, se réveillent chacun de leur côté dans une émission de télé-réalité différente. Rapidement, le Docteur se rend compte qu'ils sont revenus sur le Satellite 5, 100 ans après leur première venue. Le complexe est désormais dirigé par une compagnie du nom de « Méchant Loup » (Bad Wolf).

## Distribution
- Christopher Eccleston : Le Docteur
- Billie Piper : Rose Tyler
- John Barrowman :  Jack Harkness
- Jo Joyner : Lynda Moss
- Jamie Bradley : Strood
- Abi Eniola : Crosbie
- Davina McCall : Voix de Davinadroid
- Paterson Joseph : Rodrick
- Jenna Russell (en) : Manager d'étage
- Anne Robinson : Voix d'Anne Droid
- Trinny Woodall : Voix de Trine-e
- Susannah Constantine : Voix de Zu-Zana
- Jo Stone-Fewings : Programmateur masculin
- Nisha Nayar : Programmateur féminin
- Dominic Burgess : Agorax
- Karren Winchester : Fitch
- Kate Loustau : Colleen
- Sebastian Armesto : Broff
- Martha Cope : Contrôleur
- Sam Callis : Garde de la sécurité
- Alan Ruscoe, Paul Kasey : Androïde
- Big Brother : Lui-même
- Nicholas Briggs : Voix des Daleks

## Résumé
Les trois voyageurs du temps sont séparés et, souffrant d'une amnésie provisoire, se réveillent dans diverses émissions de télé-réalité et jeux télévisés. Le Docteur (Christopher Eccleston) se retrouve dans une maison de Big Brother et est accueilli par le « Davinadroïd » (Davina McCall), Rose (Billie Piper) participe au Maillon faible animé par Anne Droïd (Anne Robinson), et Jack (John Barrowman) fait face à deux robots, Trine-e et Zu-Zana (Trinny Woodall et Susannah Constantine) qui lui proposent un relooking à la What Not to Wear (en).
Tous les trois découvrent que ces émissions sont bien plus dangereuses que leurs versions du XXIe siècle. Dans Le Maillon faible et Big Brother, les candidats éliminés sont apparemment désintégrés, tandis que dans What Not to Wear les droïdes n'hésitent pas à découper les participants. Jack et le Docteur réussissent à s'échapper de leurs émissions respectives - ce dernier emmenant avec lui une autre participante, Lynda (Jo Joyner) - et se rendent compte qu'ils sont sur le Satellite 5, désormais dirigé par la compagnie « Méchant Loup ».
Lynda explique qu'environ cent ans auparavant, toutes les émissions se sont soudainement interrompues : les humains s'en sont trouvés complètement déstabilisés et leur civilisation a stagné, voire régressé. Le Docteur réalise qu'il est lui-même responsable de ce changement (voir Un jeu interminable).
Le Docteur, Jack et Lynda se mettent à la recherche de Rose. Ils la retrouvent alors qu'elle vient de perdre dans le duel qui l'opposait à un autre candidat du Maillon faible, et Anne Droïd la désintègre sous leurs yeux. Le trio est arrêté mais parvient à s'échapper et se rend à la salle des commandes au 500e étage. Ils rencontrent la Contrôleuse (Martha Cope), une humaine cybernétique, et découvrent que les perdants des jeux ne sont pas désintégrés mais téléportés vers un autre endroit de l'espace. Le Docteur et Jack découvrent avec horreur que ce-dit endroit est envahi par des centaines de vaisseaux daleks. Détectés, les Daleks s'adressent au Docteur, qui résout de sauver Rose et de détruire la race des Daleks définitivement. En réponse, la dernière action des Daleks avant la fin de l'épisode est de se préparer à envahir la Terre.

### Continuité
- A l'instar du Satellite 5, le Docteur avait déjà fait face à une émission de télévision ultraviolente dans l'épisode « Vengeance on Varos. » (1985)
- Occurrence de l'expression Bad Wolf : il s'agit du nom de la compagnie qui produit les émissions de télé-réalité auxquelles les personnages doivent participer.
- Le TARDIS et son équipage sont transportés à l'intérieur de la station de jeu grâce à un transmat, un appareil de téléportation vu pour la première fois dans « The Ark in Space. » (1975)
- Rose répond correctement à une question du Maillon faible portant sur Face de Boe qu'elle a déjà rencontré dans l'épisode « La Fin du monde. »
- La station de jeu est basée dans la même station spatiale que celle de « Un jeu interminable »
- Durant le jeu du maillon faible la présentatrice mentionne le mot "Torchwood" qui sera un élément important durant la Saison 2